# Associação Europeia de Zoológicos e Aquários
A Associação Europeia de Zoológicos e Aquários (EAZA) (em inglês: European Association of Zoos and Aquaria) é uma associação europeia de jardins zoológicos e aquários que tem por objetivo promover a cooperação entre os parques e preservação de espécies.
Criada originalmente em 1988 pelos países da Comunidade Europeia da época, a associação veio ganhando grande status europeu em 1992 com a Queda do muro de Berlim tornando-se a EAZA.
A EAZA tem agora 297 membros em 34 países europeus bem como alguns membros de países vizinhos, como Israel, Turquia, Quaite e Emirados Árabes Unidos.
A EAZA estabelece orientações e um código de ética para seus membros em particular no que diz respeito ao alojamento e cuidados com a saúde dos animais.
Desde 2000, a EAZA organiza, com a colaboração dos zoológicos, campanhas conservação in-situ que visa angariar fundos para financiar medidas destinadas a proteger a natureza no próprio habitat. Essas campanhas têm-se centrado:
1. Campanha EAZA 2000/2001: Caça exótica.
2. Campanha EAZA 2001/2002: Florestas tropicais.
3. Campanha EAZA 2002/2004: Tigres.
4. Campanha EAZA 2004/2005: Tartarugas.
5. Campanha EAZA 2005/2006: Rinocerontes.
6. Campanha EAZA 2006/2007: Madagascar.
7. Campanha EAZA 2007/2008: Anfíbios.